# Creu de terme del Portal de Sant Miquel
La Creu de terme del Portal de Sant Miquel és un monument del municipi d'Alcover (Alt Camp) protegit com a bé cultural d'interès local.

## Descripció
La creu de terme estava originalment treballada amb pedra calcària local i va ser reconstruïda els anys 1970 amb ciment. De la factura i material original es conserva la base de sustentació i el tram inferior del fust que enlaira la creu. La base s'organitza amb tres graons, decreixents en alçada, cilíndrics els dos inferiors i octogonal el superior. El fust també té vuit cares, mostra la superfície llisa dividida en tres blocs. Està coronat per un capitell-nus de la creu, de perfil vuitavat amb les cares treballades en relleu que dibuixa arcs apuntats emmarcats dins rectangles. La creu és llatina amb els braços rectes i extrems remats amb esglaonat. No sembla mostrar decoració a la superfície.